# دیوردی مزیی
دیوردی مزیی (مجاری: György Mezey؛ زادهٔ ۷ سپتامبر ۱۹۴۱) بازیکن و مربی فوتبال اهل مجارستان بود.
از باشگاه‌هایی که در آن بازی کرده‌است می‌توان به باشگاه فوتبال ام‌تی‌کی بوداپست اشاره کرد.